# Fox Com Serv
Fox Com Serv este o companie producătoare de mezeluri din București.
Firma a fost înființată în anul 1992, acționarii majoritari fiind Dan și Cornel Vulpe.
Compania deține o fabrică proprie cu o capacitate de 40 de tone pe zi.
Fox Com Serv are de asemenea propria companie de distribuție, Fox Com Distribution, companie care a rulat în anul 2008 afaceri de peste 20 milioane euro.
Cifra de afaceri:
- 2006: 20 milioane euro[3]
- 2015: 35 milioane euro
- 2016: 44 milioane euro

#### Profit:
- 2015: 2,3 milioane euro
- 2016: 2,8 milioane euro

#### Număr de angajați:
- 2015: 354
- 2016: 403

#### Cifra de afaceri:
- 2015: 55,8 milioane euro
- 2016: 62,8 milioane euro

#### Profit:
- 2015: 6,2 milioane euro
- 2016: 6    milioane euro

#### Număr de angajați:
- 2015: 364
- 2016: 427